# Clark Gable
Clark Gable (født 1. februar 1901, død 16. november 1960) var en amerikansk filmskuespiller, og en af de største stjerner i talefilmens første år.

## Biografi
Clark Gable var af tysk afstamning og blev født i Ohio som søn af en olieborer. Hans mor døde, inden Clark var fyldt et år, og hans far giftede sig igen et par år senere. Faderen besluttede sig for at blive landmand, men Clark kunne ikke finde sig til rette på landet og flyttede efter sin skoletid til Akron for at arbejde på fabrik. Han blev interesseret i skuespil, men kunne først gøre drømmen til virkelighed, da han som 21-årig fik frigjort arvemidler efter sin mor. Han startede som skuespiller i en række mindre omrejsende teatre, men opgav midlertidigt igen for at tjene penge som butiksassistent. Han blev dog lokket tilbage til teateret, og hans manager på teateret, Josephine Dillon, foreslog ham at tage til Hollywood for at prøve at komme til filmen. Hun støttede ham økonomisk, og de blev i øvrigt gift.
Han fik kun mindre roller på stumfilm og vendte tilbage til scenen, men efter en stærk hovedrolle her, fik han kontrakt med MGM i 1930. Hans første større rolle blev i filmen Syndens vej fra 1931, hvor han gjorde indtryk med sin kraftfulde stemme og sit udseende. Han begyndte at få breve fra fans, og det hjalp ham til yderligere roller. Han fik i den følgende tid en del skurkeroller, hvor han fortsat gjorde indtryk, men snart kom han frem blandt hovedrollerne, og han blev hurtigt kvindernes helt og kom til at spille over for store kvindelige stjerner som Greta Garbo, Joan Crawford og ikke mindst Jean Harlow.
Efterhånden mente MGM's ledelse, at han blev lidt for besværlig, og studiet lånte ham ud til det mindre Columbia for at give ham en lærestreg. Imidlertid indspillede han her Det hændte en nat, der indbragte ham den første Oscar for bedste mandlige hovedrolle. Han blev derfor blot en endnu større stjerne af det. 
Den anden film, som Gable især kendes for, er Borte med blæsten fra 1939, hvor han spiller rollen som Rhett Butler, hvilket indbragte ham endnu en Oscar. Han var nu den helt store stjerne. I 1939 blev han gift med kollegaen Carole Lombard, med hvem han havde sine personligt lykkeligste år. Denne lykke holdt dog kort, da Lombard omkom i en flyulykke allerede i 1942. For at komme over sin sorg meldte Gable sig til US Air Force, hvor han endte som major. Han deltog i kamp i Europa og vandt hæder i den forbindelse.
Efter 2. verdenskrig vendte han tilbage til filmen, men nu med kun momentvis succes. Han blev træt af at få tilbudt mindre vigtige roller som studieansat. Han fortsatte på egen hånd, og hans sidste filmrolle blev i De frigjorte fra 1961 (i øvrigt også Marilyn Monroes sidste film), hvor han ifølge mange kritikere ydede en af sine største præstationer. Rollen var meget fysisk krævende, og det kan have medvirket til hans ret tidlige død. Han havde dog også altid været storforbruger af tobak og alkohol, lige som han ofte inden en film gik på hård diæt for at komme ned i vægt, og disse forhold kan også have spillet ind på hans død.
Han var gift fem gange og havde to børn. Det først var en pige, som han fik uden for ægteskab med skuespillerinden Loretta Long. Hun blev senere veninde med Cammie King (pigen som spillede Gables datter i Borte med blæsten). Datteren mødte kun Clark Gable én gang i sit liv, og på det tidspunkt vidste hun ikke, han var hendes far. Hun troede også, at hendes mor kun var hendes adoptivmor. Clark Gables andet barn var en søn, som han fik med sin sidste kone Kay, men han døde, inden sønnen blev født 20. marts 1961.[kilde mangler]
Han er begravet i Californien ved siden af Carole Lombard.

## Filmografi
Clark Gable medvirkede i en stor mængde film, heraf blandt andet: 
- Syndens vej (1931)
- Lokkeduen (1931)
- Susan Lennox (1931)
- Glød (1932)
- Alt for den eneste (1933)
- Den dansende Venus (1933)
- Manhattan Melodrama (1934)
- Det hændte en nat (1934)
- Når naturen kalder (1935)
- Mytteriet på Bounty (1935)
- Chefens frue og den anden (1936)
- Saratoga (1937)
- Vor tids helte (originaltitel: Test Pilot, 1938)
- Borte med blæsten (1939)
- Hvor olien sprang (1940)
- Honky Tonk (1941)
- The Hucksters (1947)
- Oprør i Texas (1951)
- Mogambo (1953)
- Forrådt (1954)
- Dybets helte (1958)
- Min yndlingspige (1958)
- Mandens farligste alder (1959)
- De frigjorte (1961)

## Trivia
- Han huskes især for sin tynde moustache.
- Clark Gable havde et ry som udendørsmenneske. Oprindeligt var det et pr-nummer fra MGM, men han kunne lide rygtet og gav sig til at leve op til det.
- Hans medspiller i Borte med blæsten, Vivien Leigh, klagede over hans dårlige ånde, hvilket tilskrives hans kunstige gebis.
- Adolf Hitlers yndlingsskuespiller var Clark Gable, og under krigen udlovede han en stor dusør til den, der kunne fange og bringe ham en uskadt Gable.